# Nguyễn Mạnh Cường (Nam Định)
Nguyễn Mạnh Cường (sinh ngày 14 tháng 1 năm 1967) là đại biểu quốc hội Việt Nam khóa 15 nhiệm kì 2021-2026, thuộc đoàn đại biểu quốc hội tỉnh Quảng Bình, Phó Chủ nhiệm Ủy ban Tư pháp của Quốc hội Việt Nam.

## Xuất thân
Nguyễn Mạnh Cường sinh ngày 14 tháng 1 năm 1967 quê quán ở Phường Trần Hưng Đạo, thành phố Nam Định, tỉnh Nam Định.
Ông hiện cư trú ở căn, 22 tầng 15, tòa R4, Khu Royal City, phường Thượng Đình, quận Thanh Xuân, thành phố Hà Nội.

## Giáo dục
- Giáo dục phổ thông: 12/12
- Đại học Luật
- Thạc sĩ Luật
- Cao cấp lí luận chính trị

## Sự nghiệp
Ông gia nhập Đảng Cộng sản Việt Nam ngày 11/10/1997.
Tháng 6 năm 2011, ở độ tuổi 44, khi đang là Vụ trưởng - Giám đốc Trung tâm Bồi dưỡng đại biểu dân cử - Văn phòng Quốc hội, ông lần đầu ứng cử đại biểu quốc hội Việt Nam khóa 13 nhiệm kì 2011-2016 ở Quảng Bình và trúng cử với tư cách đại biểu chuyên trách trung ương (ở đơn vị bầu cử Số 1, gồm Huyện Minh Hóa, huyện Tuyên Hóa, huyện Quảng Trạch và huyện Bố Trạch, đạt tỷ lệ 86,06% số phiếu hợp lệ).
Ông là Ủy viên Ban chấp hành Đảng bộ cơ quan Văn phòng Quốc hội, Ủy viên Thường trực Ủy ban Tư pháp của Quốc hội. Ông làm việc ở Văn phòng Quốc hội - 37 Hùng Vương, Ba Đình, Hà Nội.
Tháng 6 năm 2016, ông tiếp tục ứng cử và trúng cử đại biểu Quốc hội Việt Nam khóa 14 nhiệm kì 2016-2021 ở tỉnh Quảng Bình.